# جاسوس (فلم)
جاسوس (بالإنجليزية: Spy) هو فيلم حركة وكوميديا أمريكي صدر في سنة 2015. من إخراج وتأليف بول فيج، ومن بطولة ميليسا مكارثي وجيسون ستاثام وروز بيرن وميراندا هارت وبوبي كانفيل وأليسون جاني وجود لو. صدر الفيلم في 5 يونيو 2015 وتلقى مراجعات إيجابية جداً من النقاد ووصلت إيراداته إلى 118 مليون $.

## القصة
الفيلم يتبع سوزان كوبر التي تتحول من موظفة مكتبية في المخابرات المركزية الأمريكية إلى عميلة ميدانية تحاول إيقاف عملية بيع حقيبة نووية في السوق السوداء

## طاقم التمثيل
- ميليسا مكارثي بدور (سوزان كوبر)
- جيسون ستاثام بدور (ريك فورد)
- روز بيرن بدور (رينا بويلاف)
- ميراندا هارت بدور (نانسي ب. أرتنغستيل)
- بوبي كانفيل بدور (سيرجيو دي لوكا)
- أليسون جاني بدور (إلين كروكر)
- جود لو بدور (برادلي فاين)

## الاستقبال

### الاستقبال النقدي
تلقى الفيلم مراجعات إيجابية جداً من قبل النقاد، مع مديح خاص لأداء مكارثي وبيرن فضلاً عن دور ستاثام الكوميدي المفاجئ. الفيلم حصل على تقييم 95% على موقع الطماطم الفاسدة، بناءً على 189 مراجعة، مع متوسط تقييم 7.3/10. ميتاكريتيك أعطى الفيلم 75 من 100 بناءً على 40 مراجعة نقدية.

## وصلات خارجية
- الموقع الرسمي
- مقالات تستعمل روابط فنية بلا صلة مع ويكي بيانات
- Official Trailer

لا توجد روابط لمواقع التواصل الاجتماعي.